# Pograničnyj (Oblast' di Kaliningrad)
Pograničnyj (Пограничный; in tedesco fino al 1946 Hermsdorf) è un comune rurale (sel'skoe poselenie) della Russia, nell'Oblast' di Kaliningrad.

## Geografia antropica
Il comune rurale di Pograničnyj comprende 25 centri abitati (poselok):
- Sovchoznoe (Совхозное)
- Bol'šedorožnoe (Большедорожное)
- Vetrovo (Ветрово)
- Žukovka (Жуковка)
- Znamenka (Знаменка)
- Il'ičëvka (Ильичёвка)
- Kornevo (Корнево)
- Kosatuchino (Косатухино)
- Kuncevo (Кунцево)
- Medovoe (Медовое)
- Moskovskoe (Московское)
- Muškino (Мушкино)
- Novo-Moskovskoe (Ново-Московское)
- Novosëlovo (Новосёлово)
- Oktjabr'skoe (Октябрьское)
- Pervomajskoe (Первомайское)
- Pograničnyj (Пограничный)
- Primorskoe (Приморское)
- Proletarskoe (Пролетарское)
- Pjatidorožnoe (Пятидорожное)
- Razdol'noe (Раздольное)
- Sosnovka (Сосновка)
- Timirjazevo (Тимирязево)
- Tropinino (Тропинино)
- Jabločkino (Яблочкино)